# Ruch Trzeciej Rzeczypospolitej
De Beweging van de Derde Republiek (RTR) (Pools: Ruch Trzeciej Rzeczypospolitej) was een kleine rechtse politieke partij in de jaren negentig.
Aanleiding voor de oprichting was een conflict tussen Jan Parys, minister van Defensie in de regering van Jan Olszewski, en president Lech Wałęsa over uitspraken van Parys waarin hij de president had beschuldigd van pogingen om achter zijn rug met het Poolse leger te manipuleren. Toen deze beschuldigingen ongegrond waren gebleken, moest Parys op 23 mei 1992 aftreden en ontstonden er "Comités ter Verdediging van Jan Parys", die na de val van de regering in een politieke partij werden omgezet. De voornaamste doelstelling van deze partij was het doorvoeren van een grootschalige zuivering, waarbij iedereen die ooit met de geheime diensten had samengewerkt of een leidende rol binnen de PZPR had gespeeld, uit het openbare leven geweerd moest worden. 
De RTR nam aan de parlementsverkiezingen in 1993 deel op de lijst van de Centrumalliantie, maar deze kwam niet over de kiesdrempel. In de daaropvolgende periode van buitenparlementaire oppositie maakte de RTR deel uit van het Secretariaat van Centrumrechtse Groeperingen (SUC), een van de vele pogingen om de versplinterde rechtse partijen bijeen te brengen. Na de presidentsverkiezingen in 1995 ging de RTR op in de door Olszewski opgerichte Beweging voor de Wederopbouw van Polen (ROP).
Bij de verkiezingen van 1997 behaalde de ROP slechts zes zetels. Hierop trachtte Parys de partij over te halen om tot de rechtse coalitie Verkiezingsactie Solidariteit (AWS) toe te treden. Toen dit mislukte, stapten Parys en de zijnen uit de ROP en sloten zich aan bij de AWS.